# Казал-де-Эрмиу
Казал-де-Эрмиу (порт. Casal de Ermio)  —  район (фрегезия) в Португалии,  входит в округ Коимбра. Является составной частью муниципалитета  Лозан. Находится в составе крупной городской агломерации Большая Коимбра. По старому административному делению входил в провинцию Бейра-Литорал. Входит в экономико-статистический  субрегион Пиньял-Интериор-Норте, который входит в Центральный регион. Население составляет 362 человека на 2001 год. Занимает площадь 4,24 км².